# Charles Darwin Research Station
La Charles Darwin Research Station (CDRS) è una stazione di ricerca di biologia operata dalla Charles Darwin Foundation. È situata a Puerto Ayora sull'Isola di Santa Cruz nelle Isole Galapagos, con altri uffici nelle isole Isabela e San Cristóbal, dove scienziati da tutto il mondo lavorano costantemente su ricerca e conservazione degli ecosistemi marini e terrestri delle Galapagos.
La stazione, fondata nel 1964, ha come obiettivi la conduzione di ricerca scientifica ed educazione ambientale per la salvaguardia delle isole Galapagos. Ha un gruppo di più di un centinaio di scienziati, educatori, volontari, studenti ricercatori e staff di supporto da tutto il mondo.
La ricerca scientifica e i progetti di monitoraggio sono portati avanti dalla CDRS in cooperazione con il suo partner principale, il Galapagos National Park Service (GNPS), che rappresenta il principale ente di governo incaricato della conservazione e delle questioni legate alle risorse naturali nelle Galapagos.
Nel 2002 alla stazione venne assegnato l'International Cosmos Prize.